# Zdzisław Pręgowski
Zdzisław Jerzy Pręgowski (ur. 17 listopada 1912 we Lwowie, zm. 17 marca 1998 w Winterthur) – polski inżynier architekt, żołnierz Wojska Polskiego i Polskich Sił Zbrojnych na Zachodzie, śpiewak tenor, artysta rzeźbiarz, malarz, grafik, wynalazca, przedsiębiorca, działacz społeczny i polonijny w Szwajcarii, filantrop, sportowiec.

## Życiorys
Zdzisław Pręgowski 17 listopada 1912 jako syn Zenobiusza (1884-1971, handlowiec, taternik, narciarz) i Haliny z domu Zajączkowskiej. Jego siostrą była Irena (1910-). Uczył się w Szkole Jordanowskiej, następnie w XI Państwowym Gimnazjum im. Jana i Andrzeja Śniadeckich we Lwowie. W 1933 podjął studia na Wydziale Architektury Politechniki Lwowskiej. Uczył się śpiewu, śpiewał w chórze szkolnym i uczelni wyższej (Lwowski Chór Technicki). Jego nauczycielem był Adam Didur, zaś wspierał go także mecenas śpiewu Jan Rasp. Występował pod pseudonimem artystycznym Zdzisław Alba podczas koncertów, także za granicą, oraz w radio i jako solista tenor w Operze Lwowskiej (w 1937 jako tenor w operze Faworyta autorstwa Gaetano Donizettiego). Był współwłaścicielem kolektury loteryjnej w Galerii Mariackiej we Lwowie, a w 1938 wygrał loterię zdobywając milion złotych. W tym samym roku wyjechał do Włoch celem kształcenia śpiewu.
Latem 1939 powrócił do rodzinnego miasta. Po wybuchu II wojny światowej w trakcie kampanii wrześniowej 9 września 1939 wyjechał ze Lwowa, jako żołnierz Wojska Polskiego przekroczył granicę Polski, po czym tymczasowo był internowany w Rumunii. Następnie przedostał się na Zachód i w lutym 1940 trafił do Francji. Został żołnierzem Polskich Sił Zbrojnych na Zachodzie, odkomenderowany do kompanii sanitarnej 2 Dywizji Strzelców Pieszych. Podczas kampanii francuskiej 1940 uczestniczył w walkach pod Belfort. W obliczu klęski obrony Francji przedostał się z żołnierzami przekroczył granicę francusko-szwajcarską i został internowany w Szwajcarii. Służył w stopniu starszego szeregowca. Przebywał w obozie uniwersyteckim w Winterthur. Od 1942 kontynuował na Politechnice Federalnej (ETHZ) w Zurychu przerwane w Polsce studia, które ukończył w 1945 uzyskując tytuł dyplomowanego inżyniera architekta (ETH.SIA). Podczas wojny wykonał kilkadziesiąt koncertów, z których dochód przekazywał na cele charytatywne, np. szpitali wojskowych. Został awansowany do stopnia podporucznika.
Po zakończeniu wojny pozostał na emigracji w Szwajcarii. Odbył praktykę zawodową, a w 1950 stworzył samodzielne biuro architektoniczne w Winterthur. Przez lata jego firma tworzyła projekty i realizację budynków zarówno mieszkalnych jak i użyteczności publicznej, m.in. fabryki, szkoły (łącznie ponad 500). Stworzył system architektoniczny strukturowania powierzchni pod nazwą „PREWI”, które nazwa pochodzi od nazwiska twórcy i miasta zamieszkania.
Z projektów Zdzisława Pręgowskiego powstały:
- dom studencki oraz kaplica im. 1000-lecia Chrztu Polski w Polskiej Misji Katolickiej w Marly-Fribourgu,
- szkoła w Winterthur-Hegifeld[2]
- szereg kapliczki w formie pomników ku czci polskich żołnierzy (np. kapliczka Matki Boskiej Ostrobramskiej w Locarno-Orselina)
- drzwi meczetów w Riyadh i Jeddah (Arabia Saudyjska, 1979)
- trzy tablice pamiątkowe w bazylice Zwiastowania NMP w Czerwińsku nad Wisłą, honorujące Jana Pawła II, Augusta Hlonda i Stefana Wyszyńskiego oraz prymasom Polski (1979–1981)
- dwie tablice pamiątkowe powstałe na stulecie Muzeum Polskiego w Rapperswilu

Poza pracą zawodową działał społecznie na polu środowiska emigracyjnego polskiego w Szwajcarii. Od 1954 do 1974 pełnił funkcję kustosza Muzeum Polskiego w Rapperswilu, był działaczem Towarzystwa Przyjaciół Muzeum Polskiego. Był prezesem Związku Organizacji Polskich w Szwajcarii, Stowarzyszenia Inżynierów i Techników Polskich w Szwajcarii. Udzielał się aktywnie w działalności charytatywnej. W latach 80. był organizatorem akcji dobroczynnej na rzecz Polaków pod nazwą „Polen in Not” (pol. „Polska w potrzebie”), dzięki wysłano do Polski pomoc materialną, w tym wsparcie otrzymywały polskie dzieci (były m.in. zapraszane na wakacje do Szwajcarii w akcji pod nazwą „Witaminowe lato”). Udzielał wsparcia finansowego na rzecz NSZZ „Solidarność”, Związku Sybiraków. Wspierał społeczności w Polsce także po 1989, w tym nawiązał kontakt z Politechniką Wrocławską. W 1996 był twórcą funduszu stypendialnego dla studentów polskiego pochodzenia z byłych Kresów Wschodnich.
Na emigracji nadal rozwijał swoje pasje. Kontynuował karierę śpiewaka, był członkiem Klubu Wysokogórskiego Winterthur. W 1992 był wydawcą publikacji powstałych z dokumentów swojego ojca, pt. Złota księga narciarstwa polskiego. Karpaty Wschodnie i Dzieje narciarstwa polskiego do 1914 roku.
Od 1948 jego żoną była Verena Witzig.
Zdzisław Pręgowski zmarł 17 marca 1998 w Szwajcarii. Został pochowany na cmentarzu w Wintherthur w pobliżu pomnika upamiętniającego żołnierzy 2 Dywizji Strzelców Pieszych.

## Upamiętnienie
- W 1998 powstał film dokumentalny poświęcony Zdzisławowi Pręgowskiemu pt. Wujek „Zero”[6].
- W Kwaterze I Samodzielnej Brygady Spadochronowej na Powązkach Wojskowych w Warszawie została ustanowiona tablica upamiętniająca Zdzisława Pręgowskiego.

## Odznaczenia i wyróżnienia
Odznaczenia i ordery

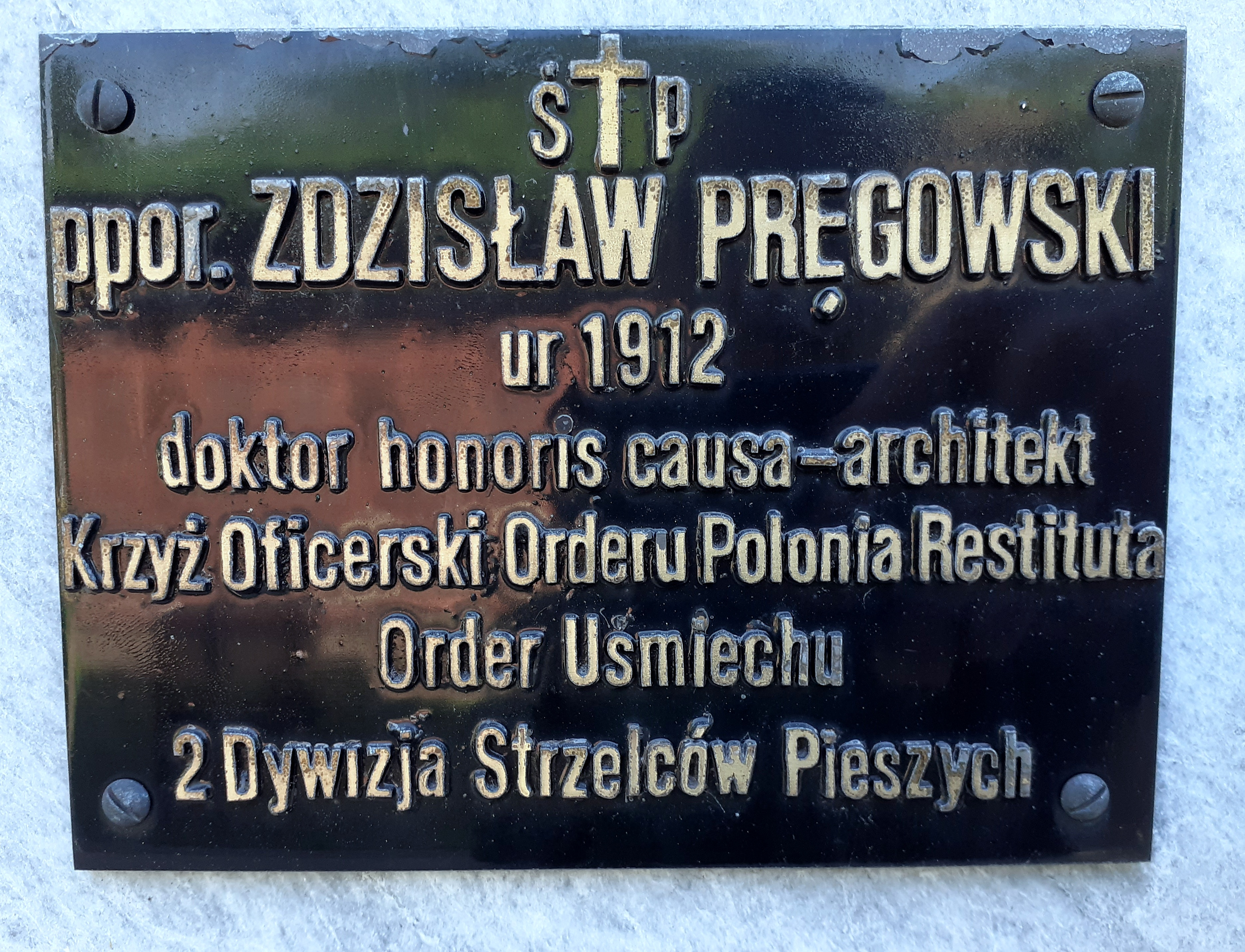
Tablica upamiętniająca Zdzisława Pręgowskiego w Kwaterze I Samodzielnej Brygady Spadochronowej na Powązkach Wojskowych w Warszawie

- Krzyż Oficerski Orderu Odrodzenia Polski (1992, III Rzeczpospolita)
- Krzyż Kawalerski Orderu Odrodzenia Polski (1970, rząd RP na uchodźstwie)
- Złoty Krzyż Zasługi (1962, rząd RP na uchodźstwie)

Wyróżnienia i tytuły
- Tytuł doktora honoris causa Politechniki Wrocławskiej (1992)
- Człowiek Roku w Winterthur (1981)
- Tytuł Honorowego Obywatela Czerwińska nad Wisłą
- Kawaler Orderu Uśmiechu[7]